# 46人声明
《46人声明》是46名苏联共产党人于1923年10月15日致俄共（布）中央政治局的一份秘密信件，该声明与托洛茨基于10月8日致中央委员会的信观点相似。该声明奠定了苏联左翼反对派的基础。签署该声明的大多数人都在大清洗中被处决。

## 背景
自1923年夏起，随着剪刀差不断扩大，苏联经济陷入严重危机，引发了全国范围内的罢工浪潮。党内参与罢工潮的两个秘密团体工人真理与工人集团遭到格别乌的镇压。
1923年秋，备受期待的德国共产主义革命以失败告终。
1923年10月8日，托洛茨基向中央委员会和中央监察委员会发出密信，将上述失败归因于缺乏党内民主。托洛茨基写道：
即使是在战时共产主义最严酷的时期，党内的任命制都不及现在的十分之一。省委书记由任命产生，这种做法现在已经成了规定。这样一来，书记基本上是独立于当地组织的。在面临反对、批评和抗议的时候，书记在中央的帮助下，可以简单地把反对者调走……随着书记任命制的实行，党机关的官僚化已经达到了前所未闻的程度。即使是在内战最艰苦的日子里，我们还在党组织内和报刊上，就是否录用军事专家、要建立游击型的军队还是正规军队、要不要纪律等问题进行争论；到了现在，当各种问题困扰着党的时候，却根本没有人对这些问题进行这样的公开探讨。这导致了在党的机关和国家机关当中，有相当大的一部分党务工作者，完全没有政治主见，至少是没有公开表达出自己的主见，就好像他们相信，各级书记处就应该是拟定党的意见、制定党的决议的合适的机关似的。在这部分没有主见的人的下面，是广大的基层党员群众，在他们看来，党的每一个决议，不是号召他们做什么，就是命令他们做什么。——列夫·托洛茨基，《致中央委员会》
一周后，观点相似的《46人声明》接踵而至。

## 声明内容
《46人声明》
1923年10月15日
秘密
致俄共（布）中央政治局
异常严重的局势迫使我们（为了我们党的利益，为了工人阶级的利益）公开告诉你们，继续执行政治局中多数派的政策将给全党造成严重的灾难。今年7月底开始的经济危机和财政危机及由此产生的政治后果（包括党内的后果）无情地暴露了在经济方面，特别是在党内关系方面党的领导都不称职。
中央委员会的各项决定临时应付，轻率从事，不成系统，在经济领域未能首尾一致，结果我们尽管在工业、农业、财政和运输业方面取得了无疑是重大的成就（我国经济的这些成就是自发的，不是依靠，而是无视不称职的领导，或者确切些说，是在不存在任何领导的状况下取得的），却不仅面临这些成就中断的前景，而且面临普遍经济严重的危机的前景。

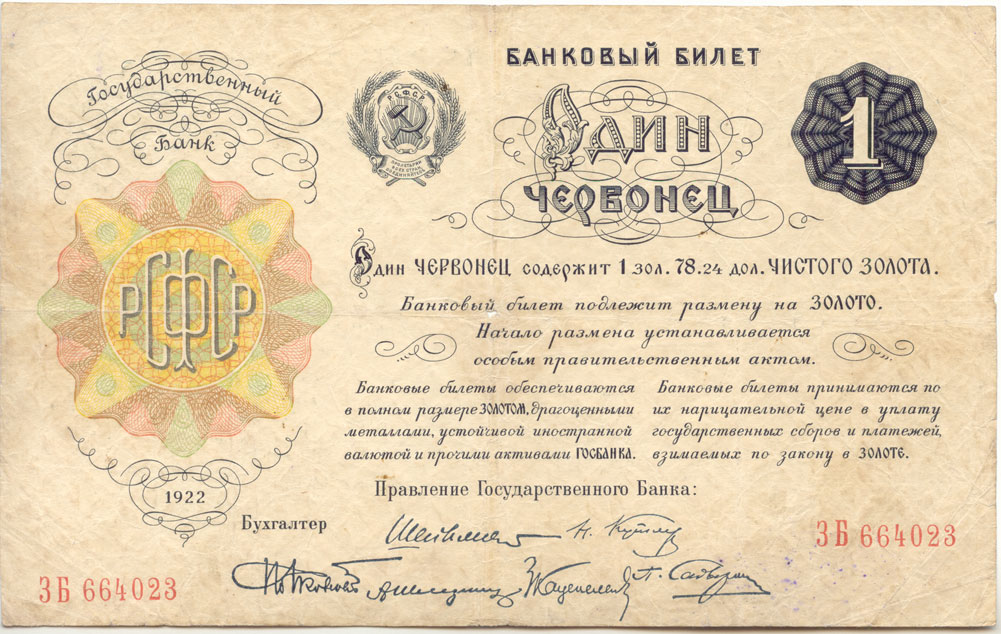
1922年的切尔文卢布

我们正面临日益迫近的切尔文卢布的动荡，在消灭预算赤字之前切尔文已自发地变成基本货币；面临信用危机，国家银行不冒剧烈震荡的风险就不仅不再能为工业和工业品贸易提供资金，而且不再能为购买用于出口的粮食提供资金；面临工业品因价格高昂而没有销路的局面，价格之所以高昂，一方面是由于对工业完全缺乏有计划有组织的领导，另一方面是由于信贷政策不当；面临粮食出口计划由于采购不到粮食而无法实现的危险，面临食品价格低得让农民破产、以致农业生产大幅度缩减的危险；面临发不出工资的危险，这自然会引起工人的不满；面临直接造成国家机关混乱的预算混乱——制订预算时的削减和实现预算时的新的任意削减这类革命措施从过渡性措施变成了经常现象，它不断地震撼国家机关，并且由于缺乏削减的计划，对国家机关的这种震撼是偶然的，自发的。

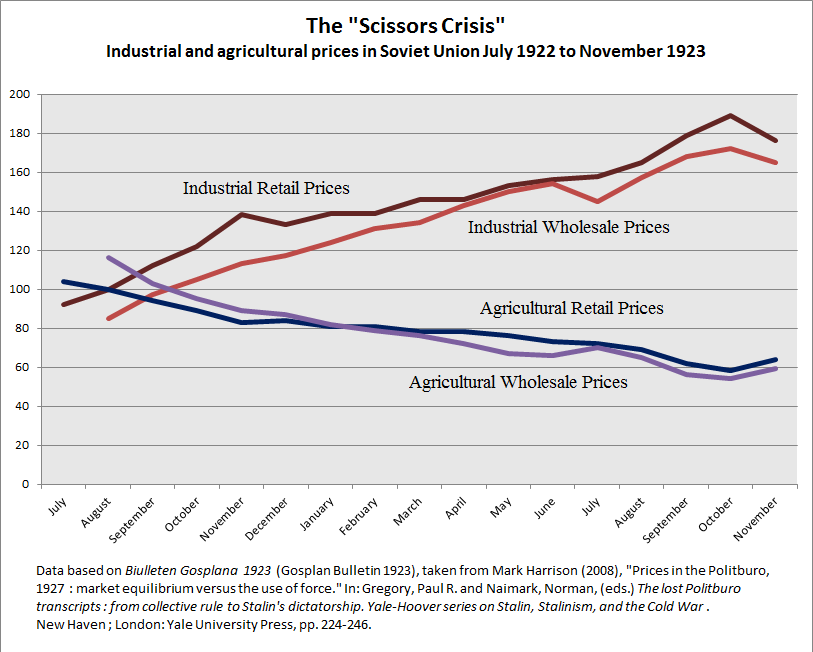
剪刀差：1922年7月至1923年11月苏联农产品和工业品的零售和批发价格。

这一切都是已开始的经济上的信用危机和金融危机的某些因素。如果不立即采取广泛的、深思熟虑的、有计划的和强有力的措施，如果现在这种缺乏领导的现象继续存在下去，我们就可能面临出现异常剧烈的经济动荡的危险，这必然引起国内的政治麻烦和我国对外活动积极性和能力的全面瘫痪。而任何人都明白，这种活力和能力我们现在比任何时候都更需要，世界革命和各国工人阶级的命运取决于这一点。
在党内关系方面我们同样看到了那种瓦解党和腐蚀党的错误领导，这一点在目前危机时期表现得特别明显。
我们认为这并不是由于目前的党的领导人政治上无能，恰恰相反，尽管我们同他们在对形势的估计和选择改变形势的措施方面分歧很大，但我们认为，目前的领导人在任何条件下不可能不被党置于工人专政前沿的岗位上。但我们认为这是由于我们在保持官方统一的表面形式下，实际上在挑选人才和确定行动方向时，片面地迁就一个小集团的观点和好恶。由于党的领导被这种狭隘的盘算所扭曲，党在很大程度上不再成为有生命力的独立发挥作用的集体，而这个集体由于与生动的现实有着千丝万缕的联系，本来能敏感地把握住这一现实。与此相反，我们发现党越来越加速地几乎毫不掩饰地分化成书记等级和平民百姓，由上面选定的职业党的官员和不参与社会生活的其他党员群众。
每一个党员都知道这个事实。党员虽然对中央甚至省委的这一或那一指示不满，心中产生这种或那种怀疑，独自发现这种或那种错误、混乱和失常现象，却不敢在党的会议上把这些想法讲出来，不仅如此，甚至不敢相互交谈，除非交谈的对方绝对可靠不会说漏嘴，因为党内的自由争论实际上已经不复存在了，党内舆论沉默了。现在不是党，不是广大党员群众推举和选出省委和俄共中央委员会。相反，党的书记等级越来越多地在选拔党的代表会议和代表大会的代表，而党的代表会议和代表大会越来越成了这一等级的安排工作的会议。党内确立的制度令人根本不能容忍，它扼杀党的独立自主性，用精心挑选的官吏机关来取代党，这种机关在正常时期运转正常，但在危机时期必然会卡壳，而面对迫在眉睫的严重事态有完全失去独立行事能力的危险。
出现这样的局势，是因为第十次代表大会后客观上形成的党内的派别专政制度已经过时了。我们中的许多人自觉地不与这样的制度对抗。在我们中的某些人看来，1921年的转折，接着是列宁同志患病，这一切都要求作为临时性措施在党内实行专政。另外一些同志从一开始起就对这个专政持怀疑或否定的态度。不管怎么说，到召开党的第十二次代表大会时这个制度已经过时。它走向了自己的反面。党内的联结装置开始削弱。党开始停滞。党内持极端反对派立场的、明显不健康的思潮已开始具有反党的性质，因为党内对亟待解决的问题不进行同志式的讨论。而这样的讨论能轻而易举地向党员群众以及这些思潮的参与者揭示这些思潮的不健康的性质。其结果是出现了使党员越出党的范围的非法小集团，党脱离了工人群众。
如果既成的局势在最近的将来没有根本的改变，苏维埃俄国的经济危机和党内派别专政的危机将给俄国的工人专政和俄国共产党以沉重的打击。俄国的无产阶级专政及其领导者俄国共产党肩负着这样的包袱，在迎接日益迫近的新的世界动荡时不可能不在无产阶级斗争的整个战线上遭到失败。当然，乍一看来，最简单的解决问题的办法是：现在由于整个局势不应提出、也不可能把新的复杂的任务提上日程，等等。但很明显，这样的观点是无视现实形势的官方立场，因为危险完全在于，目前面对异常复杂的国内外形势没有实在的思想和行动上的统一。党内斗争越是暗地里秘密进行，就越加激烈。我们向党中央提出这个问题的目的，是要使分裂党的各种矛盾尽快得到痛苦最少的解决，使党立即健康起来。必须有见解和行动上的实际的统一。日益迫近的考验要求我们全体党员万众一心、同心同德、完全自觉、异常积极、异常团结地行动起来。
派别制度应予取缔，而这一点首先应该由培植这一体制的人来做，派别制度应该由同志团结和党内民主制度来取而代之。
为了实现以上所说的一切，并采取必要的措施以走出经济危机、政治危机和党内危机，我们建议中央作为第一个紧迫的步骤召开中央委员和最著名、最积极的工作人员的工作会议，与会者的名单中应包括一批对形势持与中央委员会多数派不同观点的同志。
在1923年10月15日给俄共中央政治局关于党内形势的声明上的签名者
- 叶·普列奥布拉任斯基
- Б·布列斯拉夫
- 列·谢列布里亚科夫

我虽然不同意这封信对造成目前局势的原因的某些解释，认为党遇到的是不能用迄今采用的办法彻底解决的问题，但完全同意这封信的结论性意见。
- 亚·别洛博罗多夫

我虽然对某些理由有不同看法，但完全同意提出的建议。
- 阿·罗森戈尔茨
- 阿尔斯基

我基本上赞同这一呼吁书的主张。现在非常需要直截了当、开诚布公地处理我们存在的一切问题，因此我完全支持关于召开上述工作会议的建议，以便确定能使我们摆脱积聚起来的困难的实际途径。
- 安东诺夫-奥夫谢延
- А·韦涅季克托夫
- 伊·斯米尔诺夫
- 格·皮达可夫
- 瓦·奥博连斯基（奥新斯基）
- 尼·穆拉洛夫
- 季·萨普龙诺夫

党内形势和国际形势要求党内力量比任何时候都更加全力以赴，团结一致。我同意声明的看法，认为声明完全是一个重建党内团结和使党为面临的事态作好准备的尝试。当然目前不可能进行任何形式的党内斗争。中央委员会必须清醒地估计形势并采取紧急措施来消除党内和非党群众的不满。
- 阿·哥尔茨曼
- 弟·马克西莫夫斯基
- 列·索斯诺夫斯基
- 达尼舍夫斯基
- Π·梅夏采夫
- Τ·霍列奇科

我不同意声明第一部分中的一些估计，不同意对党内形势的一些评价。同时我深信，党的现状要求采取断然措施，因为党的目前情况不好。
我完全赞同实际建议。
- 安·布勃诺夫
- А·沃龙斯基
- 弗·斯米尔诺夫
- 叶·博施
- Е·贝克
- 维·柯秀尔
- Φ·洛卡茨科夫

我完全同意对经济形势的估计。我认为目前削弱政治专政是危险的，但更新是必要的。
我认为完全有必要召开工作会议。
- 卡冈诺维奇
- 德罗布尼斯
- Π·科瓦连科
- 亚·叶·敏金
- 瓦·雅柯夫列娃

完全同意实际建议。
- 波·埃利钦

我同意布勃诺夫同志的保留意见。
- 列维京

我同意布勃诺夫的保留意见，不赞同这一声明的形式和调子，这一形式和调子的出现更使我确信应同意这一声明的实际部分。
- И·帕柳多夫
- О·什米杰利
- Н·瓦甘扬
- 英·斯图科夫
- А·洛巴诺夫
- 拉法伊尔
- 谢·瓦西里琴科
- 米·雅柯夫
- А·М·普扎科夫
- 尼·尼古拉耶夫

由于近来我多少离开了党中央的工作，因此我对导言部分头两段的意见持保留态度，对其余部分表示同意。
- 阿韦林

我同意对国内经济形势和政治形势部分的阐述。我认为描绘党内形势部分说得重了一些。完全有必要立即采取措施保持党的统一。
- И·博古斯拉夫斯基

我不完全同意谈到我国经济形势的第一部分，我国的经济形势确实很严重，要求极其认真地对待，但至今党还没有推出能领导得比至今领导的人好的人。
关于党内形势问题，我认为所谈到的一切问题中有相当一部分真话，我认为必须采取紧急措施。
- Φ·苏德尼克